# Luciano van den Berg
Luciano Thomas van den Berg (22. června 1984 – 18. září 2005) byl nizozemský fotbalový obránce. V letech 2004–2005 hrál za Stormvogels Telstar.

## Klubová kariéra
Za Stormvogels Telstar debutoval jako náhradník v zápase proti VVV Venlo v play off Eerste Divisie 2004/2005. V další sezóně nastoupil do zápasu proti FC Zwolle, bylo to den před jeho smrtí.

## Smrt
Zemřel 18. září 2005 při autonehodě, bylo mu 21 let. Telstar na jeho počest vyřadil z nabídky dres s jeho číslem 22.